# Xã Red Rock, Quận Minnehaha, Nam Dakota
Xã Red Rock (tiếng Anh: Red Rock Township) là một xã thuộc quận Minnehaha, tiểu bang Nam Dakota, Hoa Kỳ. Năm 2010, dân số của xã này là 363 người.